# Svět Guermantových
Svět Guermantových (v originále Guermantes) je francouzský hraný film z roku 2021, který režíroval Christophe Honoré podle vlastního scénáře. Snímek měl světovou premiéru na filmovém festivalu v Deauville dne 11. září 2021.

## Děj
S blížícím se létem 2020, těsně po ukončení omezení kvůli pandemii koronaviru ve Francii, Christophe Honoré obnovuje zkoušky své hry Le Côté de Guermantes, založené na románu Marcela Prousta, s herci z Comédie-Française. Po nějaké době se ale dozvědí, že se ruší představení v divadle Marigny a premiéra kvůli hygienickým opatřením. Měli by to vzdát? Herci se rozhodnou pokračovat ve zkoušení mezi sebou.

## Obsazení
| Claude Mathieu       | sám sebe  |
| Anne Kessler         | sama sebe |
| Éric Génovèse        | sám sebe  |
| Florence Viala       | sama sebe |
| Elsa Lepoivre        | sama sebe |
| Julie Sicard         | sama sebe |
| Loïc Corbery         | sám sebe  |
| Serge Bagdassarian   | sám sebe  |
| Gilles David         | sám sebe  |
| Stéphane Varupenne   | sám sebe  |
| Sébastien Pouderoux  | sám sebe  |
| Laurent Lafitte      | sám sebe  |
| Dominique Blancová   | sama sebe |
| Yoann Gasiorowski    | sám sebe  |
| Mickaël Pelissier    | sám sebe  |
| Léolo Victor-Pujebet | sám sebe  |
| Matthieu Mahévas     | sám sebe  |
| Romain Gonzalez      | sám sebe  |
| Olivier Giel         | sám sebe  |
| Christophe Honoré    | sám sebe  |